# Кайнарджа (вилает Чанаккале)
Вижте пояснителната страница за други значения на Кайнарджа.
Кайнарджа (на турски: Kaynarca) е село в околия Бига, вилает Чанаккале, Турция. Разположено на 430 – 520 метра надморска височина. Населението му през 1997 г. е 259 души, основно българи – мюсюлмани (помаци), преселили се през 1898 г. от селата Лъкавица и Дряново в Родопите. Всички в селото говорят български. Поминък на жителите е животновъдство и млекодобив.